# Genikan
Genikan is een bestuurslaag in het regentschap Magelang van de provincie Midden-Java, Indonesië. Genikan telt 1008 inwoners (volkstelling 2010).